# Formuła Libre
Formuła Libre – forma wyścigów samochodowych, w której występuje ograniczona liczba przepisów dopuszczających samochody i kierowców do rywalizacji. Zazwyczaj przepisy te są ograniczone jedynie do przepisów bezpieczeństwa. Jeśli wprowadza się specyfikacje techniczne (takie jak pojemność silnika, masa samochodu), to są one bardzo ogólne i pochodzą z oficjalnych formuł wyścigowych.
Idea Formuły Libre widoczna była szczególnie w pierwszych wyścigach samochodowych, a także w wielu wyścigach Grand Prix po 1928 roku, kiedy ograniczono się jedynie do przepisów dotyczących masy samochodów.
Obecnie mianem Formuły Libre określa się najczęściej wyścigi, w których do startu jest dopuszczonych wiele klas i kategorii pojazdów. Ścigają się one wspólnie, jednak każdy może być klasyfikowany jedynie w jednej z kategorii. Przykładem takiej serii jest BOSS GP, w której wspólnie ścigają się ze sobą dawne bolidy Formuły 1, Champ Car, IndyCar, Serii GP2, Formuły Renault 3.5 i Formuły 3000, które ograniczone są jedynie trzema klasami.